# Самантар, Мохамед Али
Мохамед Али Самантар (сомал. Maxamed Cali Samatar, араб.  محمد علي سمتر ‎, англ. Mohamed Ali Samatar; 1 января 1931, Кисмайо, Итальянское Сомали — 19 августа 2016, штат Виргиния, США) — сомалийский государственный и военный деятель. Генерал-лейтенант, премьер-министр Сомалийской Демократической Республики в 1987—1990 годах.

## Биография
Член клана томаал.
Окончил среднюю школу в Могадишо. В 1954 году был направлен колониальными властями на учёбу в Пехотную академию Казано (Casano di Roma) в Риме (Италия).
После её окончания в 1956 году служил в итальянской колониальной полиции. Также окончил Полицейскую академию (Scuola di Polizia) в Могадишо. После провозглашения независимости Сомали в 1960 году стал одним из первых офицеров Сомалийской национальной армии. В 1965 году снова был отобран для учёбы за границей и до 1967 года обучался в Военной академии им. М.В. Фрунзе в Москве. По возвращении ему было присвоено звание подполковника.

### Карьера после переворота 1969 года. Во главе армии
В 1969 году в звании бригадного генерала был одним из организаторов военного переворота, приведшего к власти генерала Мухаммеда Сиада Барре, вошёл в состав Верховного революционного совета (ВРС) Сомали и был назначен председателем Комитета национальной ориентации и руководителем отдела цензуры. В 1970 году становится командующим Сомалийской национальной армией.
В мае 1971 года, когда Сиад Барре снял с постов и арестовал «отца революции» генерал-майора Салаада Гавейре Кедие и вице-президента ВРС генерала Мухаммеда Айнанше, он начал выдвигаться на роль второго человека в стране. Был назначен вице-президентом ВРС, а с 6 августа 1971 года одновременно — государственным секретарём (министром) по делам обороны. В 1974 году он также занимал пост председателя комитета по вопросам безопасности Верховного революционного совета. Помимо этого выполнял важные дипломатические поручения, связанные прежде всего с вопросами обороны. В июле 1972 года как государственный секретарь по делам обороны он совершил свою первую поездку в Советский Союз и попутно посетил КНДР, а в марте 1974 года посетил Египет. В июле 1976 года занял посты вице-президента Сомалийской Демократической Республики, министра обороны, члена Центрального комитета и члена Политбюро только что созданной Сомалийской революционной социалистической партии.
Но едва ли не основным направлением его дипломатической деятельности стало военное сотрудничество Сомали с Советским Союзом.

### Сотрудничество с СССР
В июле 1972 года генерал Мухаммед Али Самантар как государственный секретарь по делам обороны впервые посетил СССР. Визит стал ответом на февральскую поездку в Сомали министра обороны СССР Маршала Советского Союза А.А. Гречко. Начался новый этап военного сотрудничества двух стран, во время которого Советский Союз помогал сомалийской армии масштабными поставками вооружений, военными советниками, подготовкой кадров, финансовой помощью и т. д. В обмен Сомали предоставило СССР для использования военные аэродромы страны и порт Бербера. В сентябре-октябре 1972 года в районе порта Буляхар (западнее Берберы) прошли совместные советско-сомалийские учения, на которых присутствовал Самантар. Во время них советская морская пехота Тихоокеанского флота после десантирования прорвала сомалийскую противодесантную оборону и, после 80-километрового марша в условиях пустыни, вышла к порту Бербера. Мохаммед Али Самантар посещал СССР в марте 1974 года, в августе 1976 года во главе партийно-правительственной делегации, и, в последний раз, в июне 1977 года. Однако в начале 1977 года, когда Сомали готовилось к войне с Эфиопией, отношение сомалийского министра к советским военным изменилось.

### Война с Эфиопией, разрыв с СССР и новые роли в политике
В начале 1977 года Сомали обратилось к правительству Советского Союза с просьбой обследовать морской порт Могадишо для выявления возможности создания там военно-морской базы. Участник занимавшейся этим группы советских специалистов В.И. Манойлин вспоминал:
Перед отъездом вместе с главным военным советником я еще раз был на приеме у Самантара. Вице-президент сказал, что Сиад Барре ожидает ответа советской стороны — можно ли построить военно-морскую базу в обследованном нами районе и какова будет помощь Советского Союза в её строительстве. Самантар посетовал на то, что объем помощи со стороны Союза меньше того, на что рассчитывала сомалийская сторона.
 Несмотря на эти претензии, вооружённая и обученная советскими военными сомалийская армия на первом этапе войны с Эфиопией добилась успехов и заняла почти всю территорию спорного Огадена. Однако разрыв между Сомали и СССР, после которого советские специалисты оказались уже по другую сторону фронта, склонил чашу весов в пользу Эфиопии. Когда в ноябре 1977 года Сиад Барре потребовал скорейшего отъезда из страны советских граждан, сомалийские власти, в том числе и ведомство Самантара, подвергли вчерашних друзей издевательствам, оскорблениям и даже ограблениям, всячески чинили им препятствия. Когда же 20 ноября 1977 года корабли 8-й эскадры ВМФ СССР вошли в порт Могадишо и высадили там морскую пехоту, Самантар не предпринял никаких ответных мер и эвакуация советских специалистов и имущества прошла без помех.
11 апреля 1978 года, выступая перед армейскими офицерами по случаю 18-й годовщины Сомалийской национальной армии, он назвал неудачным решение СССР, Кубы и стран Варшавского договора встать на сторону Эфиопии. Таким образом, по его мнению, они выступили против освободительных движений и вступили в противоречие с социалистическими принципами, которые проповедовали во всём мире. СССР и Куба, утверждал Самантар, заявляли, что социалистические страны, коммунистические партии и рабочие движения должны поддерживать друг друга, а сами подавляли освободительное движение в Огадене и Эритрее, поддерживали вместе с западными странами «абиссинский колониализм».
Теперь он пытался налаживать военное сотрудничество уже с другими странами. В мае-июне 1979 года он посетил КНР, в апреле 1980 года посетил Египет. В 1980 году он лишился поста вице-президента, который Сиад Барре затем вернул ему в 1982 году, после смещения ряда высших руководителей страны. С 21 октября 1980 года после введения в Сомали режима чрезвычайного положения он был назначен председателем Комитета обороны и безопасности  и членом восстановленного Верховного революционного совета.
В феврале 1983 года как министр обороны во главе военных делегаций посетил Саудовскую Аравию, Кувейт, Катар и Оман, а в июле США, Францию и Италию, в марте 1984 года вице-президент посетил Египет, Испанию и Италию, в апреле — Алжир, Тунис и Мозамбик, в сентябре ФРГ, в декабре КНР. В январе 1985 года в качестве первого вице-президента посетил Италию, Египет (где договорился о поставках танков Т-54 и Т-55, Саудовскую Аравию, Катар и Оман, в мае — Чад. В 1986 году был освобожден от должности  министра обороны.
После покушения на Сиада Барре 23 мая 1986 года и обострения соперничества в руководстве Сомали возглавил так называемую «конституционную фракцию» в которую вошли второй вице-президент генерал — майор Хусейн Кулмие Афрах и генералы Ахмед Сулейман Абдулла и Ахмед Махмуд Фарах, и которая боролась с фракцией президентского клана марехан. Борьба продолжилась и после возвращения раненого Сиада Барре из Саудовской Аравии. Самантар надеялся произнести президентскую речь на съезде партии, представлять страну на Конференции неприсоединившихся стран в Нью-Дели, контролировать отношения с США. В ходе этой борьбы, лишившийся прямого контроля над армией, он был назначен на восстановленный пост премьер-министра Сомали, который вместе с тем был скорее церемониальной должностью .

### Премьер-министр
1 февраля 1987 года он был назначен премьер-министром Сомалийской Демократической Республики, возглавив правительство в период, когда в условиях гражданской войны министерства почти бездействовали, а офицерский корпус армии был ослаблен репрессиями. Кабинет был сформирован на основе компромисса: заместителем министра обороны был назначен представитель враждебного президентского клана Мохаммед Хаши Гани, однако клан был вынужден смириться с отставкой министра иностранных дел Адирахмана Джама Барре, введённого в Политбюро ЦК СРСП. В апреле прошёл 3-й раунд переговоров с Эфиопией в рамках специального комитета по нормализации отношений, но удалось договориться только о продолжении диалога.
В декабре 1987 — январе 1988 года был сформирован второй кабинет Самантара, в котором позиции «конституционной фракции», а особенно министра внутренних дел Ахмеда Сулеймана Абдуллы усилились. Хусейн Кулмие Афрах занял пост первого заместителя премьер-министра, инспектора и оперативного руководителя по вопросам экономики, Ахмед Сулейман Абдулла второго заместителя премьера, инспектора и оперативного руководителя по социальным вопросам и безопасности, Ахмед Махмуд Фарах — третьего заместителя премьера, инспектора и оперативного руководителя по политическим вопросам. Тем временем продолжались военные действия армии против племени иссак. В марте в Джибути Сиад Барре встретился с эфиопским лидером Менгисту Хайле Мариамом, а в апреле было подписано соглашение о перемирии, предусматривавшее восстановление дипломатических отношений, репатриацию военнопленных, отвод войск и взаимный отказ от поддержки оппозиции. В мае войска Сомали и Эфиопии были отведены по обе стороны границы, и возникла широкая демилитаризованная зона.
Однако в то же время Сомалийское национальное движение начало наступление против правительственных войск на севере страны. 27 мая они заняли Барао, 31 мая часть Харгейсы. В июне сомалийская армия бомбила захваченные оппозицией северные города, заставив оппозицию уйти из них, а 300 000 сомалийцев из племени иссак бежать в Эфиопию.
В августе между Сомали и Эфиопией был произведён обмен пленными. Одновременно режим в Сомали предпринял шаги для нормализации отношений с СССР. В сентябре-октябре в Могадишо прошли советско-сомалийские политические консультации по обстановке на африканском Роге и по вопросам двусторонних отношений. В 1989 году отношения с СССР были нормализованы и в августе того же года в СССР прибыла военная делегации я во главе с начальником Генштаба генералом М. Сиадом. Однако переживавший трудности Советский Союз уже не мог помочь своему бывшему африканскому союзнику. Визит Самантара в США в январе 1989 года также не дал желаемых результатов. В апреле 1989 года он одновременно стал первым вице-президентом Сомали.
Обстановка в стране продолжала накаляться. 9 июля 1989 года в Могадишо был убит католический епископ Сальваторе Коломбо, что вызвало обвинения в адрес режима, а 14 июля подразделения «красных беретов» уничтожили 450 мусульман, протестовавших против ареста своих лидеров. После этого США отказали в поддержке режима в Сомали. После того, как в конце 1989 года пленум ЦК СРСП принял решение о восстановлении многопартийности, Самантар в июне 1990 года предложил Сиаду Барре, чтобы назначенная президентом комиссия разработали поправки к конституции и до конца года была проведена демократизация политической системы. Этот план был одобрен Советом министров, но не был опубликован.
6 июля 1990 года во время футбольного матча на главном стадионе Могадишо население бурно выразило протест против своего президента. Телохранители Сиада Барре в панике открыли огонь по толпе, около 65 человек были убиты. Последовали протесты, на которые режим ответил репрессиями. Через несколько дней правительство потеряло контроль над столицей, а 13 июля Сиад Барре и его окружение укрылись в бункере в районе аэропорта. После этого был создан комитет для переговоров с оппозицией, Совет Министров утвердил план демократизации, решил провести референдум по конституции 31 октября и парламентские выборы 1 февраля 1991 года. В августе правительство приняло решение о восстановлении в Сомали многопартийности. Но эти меры не могли спасти ни режим, ни правительство Самантара.
3 сентября 1990 года Сиад Барре отправил правительство в отставку, обвинив его в неспособности решить экономические и политические проблемы страны. Через пять месяцев оппозиция захватила Могадишо, Сиал Барре и его окружение бежали из страны.

### В эмиграции. Судебное преследование
После бегства из Сомали Самантар приехал в США, где его жена получила политическое убежище. Он обосновался в Ферфакс Коунти на севере Виргинии. 10 ноября 2004 года против него и полковника Юсуфа Абди Али в окружной суд в Александрии Центром правосудия и ответственности в Сан-Франциско (Калифорния) и юридической фирмой Reston был подан иск от имени сомалийского бизнесмена Баша Абди Юсуфа и ещё шести мужчин и одной женщины, сохранивших свои имена в тайне в интересах безопасности. Его обвинили в том, что он «осуществляя командование и контроль над вооружёнными силами Сомали» в 1980—1990 годах приказывал, оказывал пособничество или подстрекал своих подчинённых к пыткам, беззаконным казням, насилию, военным преступлениям или преступлениям против человечности.
Федеральный суд постановил, что Самантар имел право на неприкосновенность, согласно американским законам и закону об Иммунитете и отклонил судебный иск. Но апелляционный суд не согласился с этим решением и возобновил иск, мотивировав это тем, что неприкосновенность не распространяется на частных лиц, а закон не относится к лицам, оставившим свою должность к моменту подачи иска. Поверенные генерала обратились с апелляцией в Верховный Суд. 30 сентября 2009 года Верховный Суд принял дело к рассмотрению. Решение должно было быть оглашено в июне 2010 года. 2 июня 2010 года Верховный суд США постановил, что иск против Самантара может быть принят и рассмотрен.

## Семья
25 ноября 2010 года глава переходного правительства Сомали Мохамед Абдуллахи Мохамед назначил дочь Самантара Сахру Мохамед Али Самантар государственным министром.

## Комментарии
1. ↑  Возможен также вариант Саматар.